# Torbert Macdonald
Torbert Hart "Torby" Macdonald, född 6 juni 1917 i Everett i Massachusetts, död 21 maj 1976 i Bethesda i Maryland, var en amerikansk demokratisk politiker. Han var ledamot av USA:s representanthus från 1955 fram till sin död.
Macdonald avlade 1940 kandidatexamen vid Harvard University och 1946 juristexamen vid Harvard Law School. Han deltog i andra världskriget i USA:s flotta. Han gifte sig 1944 med skådespelaren Phyllis Brooks. År 1946 inledde han sin karriär som advokat i Boston. År 1955 efterträdde han Angier Goodwin som kongressledamot.